# Хвороба Пейроні
Хвороба Пейроні (лат. induracio penis plastica — IPP) — викривлення статевого члена, яке розвивається через ущільнення пеніса і розростання фіброзної тканини, що робить ерекцію болючою. Діагностують цей стан у 0,3-1 % чоловіків у віковій групі від 40-ка до 60-ти років. При цьому медичні дослідження підтверджують, що до захворювання призводять бляшки в білковій оболонці печеристих тіл і доброякісні ущільнення з боку спинки пеніса, уретри і з боків статевого члена.